# Sortu
Sortu (« créer » en français, prononciation approximative en français : shortou) est un parti politique basque dans la communauté autonome du Pays basque et en Navarre. Il a été créé le 9 février 2011. Il est idéologiquement situé dans la gauche abertzale, et depuis sa fondation il a été considéré comme l'héritier de Batasuna non légalisée,,,.
La Gauche unie (IU) et la plupart des partis politiques ont salué la création du parti et ont demandé qu'il puisse participer aux élections sans condition, tandis que le Parti populaire (PP) et l'Union, progrès et démocratie (UPyD) considèrent Sortu comme étant la continuité de Batasuna et, par conséquent, sympathisant d'ETA, et pensent qu'il ne devrait pas être légalisé. Le Parti socialiste ouvrier espagnol (PSOE) a considéré que le rejet de la violence par Sortu est une importante avancée, mais insuffisante. Pour leur part, les promoteurs de Sortu affirment n'être « la continuité de rien parce qu'ils parlent de principes et compromis qui n'ont pas une identification avec de précédents modèles d'organisations non légalisées » tandis qu'ils rejettent toute « subordination ou tutorat »,.

## Histoire
le 20 juin 2012, La formation indépendantiste basque Sortu a été légalisée par le Tribunal constitutionnel espagnol par une voix (6 contre 5).
Lors des dernières estimations livrées en novembre 2013 par le faculté des sciences politiques de Saint-Sébastien (Euskobarometro), on créditait Sortu de 23 parlementaires s'il y avait aujourd'hui des élections au Parlement Basque, contre 29 pour le centre droit nationaliste du PNV. Les autres partis (PSOE, PP, IU...) totalisaient ensemble autant de parlementaires que le seul Sortu (23 en tout).

### Contexte politique
Depuis l'interdiction en Espagne, en 2003, de Batasuna (successeur de Herri Batasuna) et d'Euskal Herritarrok, sous le coup de la Loi des Partis par son lien supposé avec l'organisation ETA, la gauche abertzale a essayé de se présenter aux élections sous diverses marques : Autodeterminaziorako Bilgunea (AuB) (élections forales, navarraises et municipales de 2003), Herritarren Zerrenda (HZ) (européennes de 2004), Aukera Guztiak (AG) et Parti communiste des terres basques (EHAK/PCTV) (basques de 2005), Abertzale Sozialisten Batasuna (ASB) Demokrazia Hiru Milioi (D3M) (parlement basque 2009). Toutes ont été non légalisées sous la loi des partis. Elle a également soutenu la candidature d'Iniciativa Internacionalista, laquelle a finalement été légalisée, pour les élections européennes de 2009, sans obtenir une représentation.
Au moment de la fondation de Sortu la seule représentation institutionnelle de la gauche abertzale, issue de Batasuna, était dans des mairies d'Euskad et de Navarre et dans les Assemblées Générales d'Alava et du Guipuscoa.
En février 2010, la gauche abertzale a présenté le document Zutik Euskal Herria (Debout Pays basque), dans lequel on assumait les Principes Mitchell pour permettre une sortie du conflit basque, « un processus démocratique en l'absence de violence » et l'« accumulation de forces souverainistes». Dans le document on a écarté l'utilisation de la violence comme façon de faire de la politique en faisant appel « à la lutte de masses, la lutte institutionnelle et la lutte idéologique » comme seules voies, tandis qu'elle s'engageait dans la création d'un nouveau parti politique indépendantiste et des gauches,.
La présentation du document a été suivie de la « Déclaration de Pampelune » où la gauche abertzale faisait appel pour la première fois à ETA, en public, exigeant de celle-ci et du gouvernement espagnol l'accomplissement de la Déclaration de Bruxelles rédigée par plusieurs fondations et Prix Nobel de la paix (parmi lesquels, l'ex président sud-africain Frederik de Klerk, l'archevêque Desmond Tutu, et des ex premiers ministres irlandais, John Hume et Mary Robinson),. Le 5 septembre 2010, ETA a annoncé une cessation des « actions armées offensives », qui a été comprise comme un « cessez un feu »,.
Dans cette ligne, le 20 juin 2010, des membres d'Eusko Alkartasuna et des ex dirigeants de Batasuna ont présenté à Bilbao l'accord de bases Lortu Arte (« Jusqu'à réussir » en basque), signé entre EA et la gauche abertzale pour collaborer à l'indépendance du Pays basque, dans lequel ils ratifiaient que « le dialogue multi partis doit être développé sur la base « des Principes Mitchell » », y compris « le compromis de renoncer à l'utilisation de la violence, et au rejet à toute tentative par d'autres à l'utilisation de la force, ou d'utiliser la menace, pour essayer d'influencer le cours ou le résultat des négociations multipartis »,,.
Le 16 janvier 2011, quelques jours après qu'ETA déclarait un cessez-le-feu « permanent, général et vérifiable », cet accord a été étendu avec la participation d'Alternative (scission d'Ezker Batua), avec le compromis de long terme que les trois formations politiques travaillent « conjointement et prioritairement » dans « la défense de la souveraineté d'Euskal Herria », mais dans une perspective de gauches « qui cherche une transformation profonde du modèle socio-économique ». L'accord était circonscrit aux territoires de Navarre, Biscaye, Guipuscoa et d'Alava, et avait pour but « de faire face à la droite dans tous les domaines » et de produire « des alternatives qui dépassent et pénètrent les actuels systèmes de domination ».

## Présentation publique

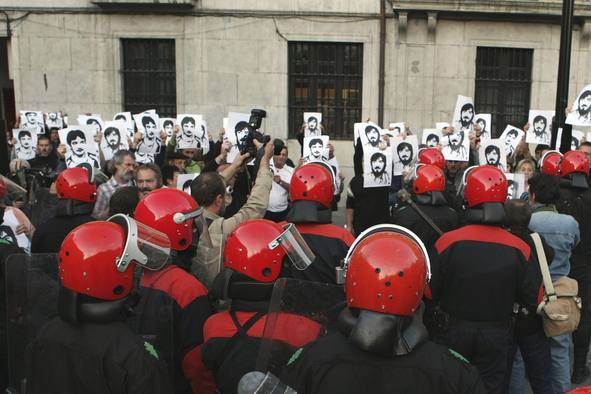
Manifestation avec les portraits de Lasa et Zabala en 2008.

Le 7 février 2011 a finalement eu lieu la présentation, organisée par Lokarri, des statuts du nouveau parti propulsé par la gauche abertzale et présenté par le dirigeant abertzale historique Rufi Etxeberria (ancien membre de la Table Nationale de Herri Batasuna) et l'avocat Íñigo Iruin (sénateur pour HB en 1989, défenseur d'ANV devant le Tribunal Constitutionnel et avocat dans l'affaire Lasa et Zabala), au cours de laquelle on annonce que la nouvelle formation rejetterait l'utilisation de la violence, y compris celle du groupe ETA, et qu'elle suivrait la loi des partis. Pour cette présentation sont venus des membres du PNB, d'EA, Aralar, Alternativa, EB et AB, ainsi que d'ELA, LAB, STEE-EILAS, ESK, Hiru et des représentants de CCOO à titre personnel. De nombreuses personnalités en rapport avec Batasuna, comme Joseba Permach, Juan Jose Petrikorena, Aitor Vezares, Tasio Erkizia, Joseba Álvarez, Txelui Moreno, Pernando Fore, Marian Beitialarrangoitia, Rafaël Diez Usabiaga, Eugenio Etxebeste "Antxon", Karmelo Landa, Itziar Aizpurua et les avocats Jone Goirizelaia et Kepa Landa étaient présentes,. Le président du PSE-EE, Jesus Eguiguren, a été aussi invité à la présentation mais a décliné l'invitation.
Le 8 février a eu lieu une conférence de presse en castillan et en basque à Bilbao par 10 promoteurs du parti où ils réclamaient la légalisation de celui-ci, ils niaient être la continuité de formations politiques précédentes et affirmaient se conformer à la loi sur les partis, manifestant ainsi son rejet à la violence d'ETA. Ils affirment qu'ils contribueront à mettre un terme à la violence, total et définitif, de celle-ci en passant par des voies exclusivement politiques et démocratiques pour atteindre ses objectifs. Ils ont également affirmé que le cadre de ce nouveau projet de la gauche abertzale était l'ensemble du Pays basque espagnol, c'est-à-dire, Navarre, Guipuscoa, Biscaye et Alava, et qu'il s'agit « d'un parti indépendantiste qui prétend, à partir d'axes exclusivement politiques et démocratiques, avancer vers la constitution d'un État basque dans le cadre de l'UE », ainsi que « ramener la confiance de l'espace politique de la gauche abertzale », et contribuer à « des alliances politiques et sociales qui se situent en souverainisme et indépendantisme dans la voie principale de la société basque »,,.

## Réactions
Eusko Alkartasuna (EA), par la voix de son secrétaire général Pello Urizar, a considéré depuis comme clair le rejet du nouveau parti de la violence d'ETA, écartant des raisons juridiques pour son illégalisation. Il a réaffirmé l'implication de sa formation dans le processus entamé par la gauche abertzale. Jon Abril, vice-coordinateur d'Aralar, a affirmé pour sa part que le rejet de la violence était une grande avancée et montrait sa position favorable à la légalité du nouveau parti.
Ezker Batua, Alternativa, Nafarroa Bai et IUN-NEB se sont également montré favorables à la légalisation du nouveau parti, le coordinateur d'EB, Mikel Arana, a affirmé que si son illégalisation se produisait se serait une décision politique.
Hamaikabat, aussi favorable à la légalité du parti, a demandé la dissolution du Parlement basque et la convocation d'élections au cas où la nouvelle formation serait légalisée. Proposition à laquelle s'est jointe le PNB, qui a exigé sa légalité, et s'est déclaré disposé à dialoguer avec la nouvelle formation afin d'atteindre la disparition « de toute sorte de violence et, en particulier celle d'ETA », ainsi que de contribuer « à la paix, la justice et la réconciliation de la société basque ». Josu Erkoreka pour le PNB, a indiqué aussi : « les gages qu'a donnés Batasuna sont adaptés aux demandes légales et c'est pourquoi ce devrait être le Gouvernement lui-même qui déciderait l'inscription dans le registre sans avoir besoin d'envoyer l'affaire devant les tribunaux par le biais du ministère public »".
À l'inverse, le Parti populaire a réclamé au gouvernement l'accomplissement de la loi sur les partis et qui empêcherait « ETA-Batasuna » de se présenter à des élections, considérant Sortu comme « le Batasuna de toujours »; le PP considère qu'elle est sa seule idéologie politique, a affirmé : « Il ne peut pas y avoir une autre fin que sa dissolution, dépôt des armes, demander pardon aux victimes, condamner toute la violence, et pas seulement la future, et se soumettre à la loi ».
Le PSOE a affirmé que la condamnation de la violence par la nouvelle formation indiquait une amélioration de la situation mais que pour des groupes qui « ont soutenu la violence plus de 25 années, des manifestations ou des statuts d'un parti ne seront pas suffisants ». Toutefois, le président du PSE-EE, Jesus Eguiguren considérait qu'il remplissait les conditions de la Loi des partis pour être légaux et que « son pari par la politique est irréversible dans tous les sens »[Quoi ?], tandis qu'il critiquait cette loi pour ne pas établir « de mécanismes pour légaliser ce qui n'est pas légalisé ».
UPyD, par la voix de son porte-parole Rosa Díez, a incité à l'interdiction de la formation de la gauche abertzale en la considérant comme clairement héritière de Batasuna et de l'historique ETA.
Quant aux autres partis, la majorité a défendu sa légalité. Le coordinateur général de la Gauche Unie, Cayo Lara a affirmé : « Il n'est pas possible de refuser ni de retarder la légalisation d'une force qui remplit les conditions indiquées par la loi ». Convergència i A uni, Gauche républicaine de Catalogne, Initiative pour la Catalogne Verts, Solidarité catalane pour l'indépendance, Gauche unie et alternative, Candidature d'unité populaire et Bloc nationaliste galicien ont aussi parié sur la légalité de Sortu.
La présidente de la Fondation des victimes du terrorisme, Maite Pagazaurtundua a affirmé que le démarquage de la gauche abertzale de la violence d'ETA était une « avancée avec piège » et que la remise en question de celle-ci est donnée par son extrême faiblesse devant son illégalité et la lutte antiterroriste ; de même elle lui reprochait de ne pas condamner ni de prendre ses responsabilités face aux actes passés de la part d'ETA ; l'AVT HA a demandé au Gouvernement « de ne pas passer la balle aux tribunaux », c'est-à-dire de ne pas transmettre la décision de l'illégalisation de la nouvelle formation abertzale à la Justice.
Le « groupe International de Contact », dirigé en novembre 2010 par l'expert dans des conflits internationaux Brian Currin, s'est montré disposé à « promouvoir, à faciliter et à rendre possible la légalisation de Sortu, en accord avec ce qui était indiqué dans la loi espagnole des partis politiques », et à produire des « mesures de confiance » pour le développement du processus de paix « en accord avec les principes Mitchell », après la déclaration de cessez-le-feu par ETA du 10 janvier.

## Organisation interne
- Secrétaire générale : Maider Etxebarria
- Membres de la direction actuelle :
  - Miren Agirregabiria
  - Javier Artola
  - Rakel Jausoro
- Porte parole : Iñaki Zabaleta (Leitza, 1952), professeur de la Faculté de Journalisme de l'Université du Pays basque (UPV), a fait partie de Herri Batasuna à la fin des années de 70 et début des années 1980 recevable HASI[50],[51].